# 国際連合安全保障理事会決議104
国際連合安全保障理事会決議104（こくさいれんごうあんぜんほしょうりじかいけつぎ104、英: United Nations Security Council Resolution 104, UNSCR104）は、1954年6月20日に国際連合安全保障理事会にて全会一致で採択された決議。グアテマラ政府から安全保障理事会の議長への連絡を受けた上で、流血を引き起こしうる行動の即時終了を求め、全加盟国に対して、憲章の精神に基づきそのような行動への援助の提供を控えることを要請した。

## 詳細
以下はその和訳。
安全保障理事会は、
グアテマラ政府から安全保障理事会議長への通信を緊急に検討し、
流血を引き起こす可能性のある行動を直ちに中止することを求め、また、国際連合のすべての加盟国に対し、憲章の精神に則り、このような行動に対する援助の供与を控えることを要請する。